# Manuel de Larramendi
Manuel de Larramendi o Manuel Garragorri Larramendi (Andoain, Guipúscoa, 25 de desembre de 1690 - Azpeitia, Guipúscoa, 29 de gener de 1766) va ser un escriptor, filòleg, folklorista i historiador basc.
Per diferències amb el seu pare adoptà el cognom matern (Larramendi). Als 17 anys ingressà en la Companyia de Jesús i posteriorment ordenat sacerdot. Va ser nomenat confessor de la vídua de Carles II d'Espanya i exercí uns anys com a professor de gramàtica a Salamanca i Valladolid. És considerat un dels personatges cabdals en l'apologia i defensa de l'èuscar (tot i que la seva obra es va publicar només en castellà) influí en els escriptors en basc com Joaquín de Lizarraga, Sebastián Mendiburu i Agustín Kardaberaz. Va defensar el foralisme del País basc fins i tot propugnant-ne la independència, ja que el veia en perill amb el que havia succeït després dels decrets de Nova Planta

## Obra
- De la antigüedad y universalidad del Bascuence en España (Salamanca, 1728) (Obra apologètica de la llengua basca).
- El Imposible vencido. Arte de la lengua vascongada (1729) (primera gramàtica publicada de la llengua basca).
- Diccionario Trilingüe del Castellano, Bascuence, Latin (1745) (intenta traduir tot el diccionari de la Real Academia de la Lengua).
- Discurso histórico sobre la antigua famosa Cantabria. Question decidida si las provincias de Bizcaya, Guipuzcoa y Alaba estuvieron comprehendidas en la Antigua Cantabria (1736).
- Corografia de la muy noble y muy leal provincia de Guipuzcoa (1754).
- Sobre los fueros de Guipuzcoa.